# Kendice
Kendice és un poble i municipi d'Eslovàquia. Es troba a la regió de Prešov, al nord del país.

## Història
La primera referència escrita de la vila data del 1249.

## Demografia
| Godina             | 1994 | 2004    | 2014    | 2024   |
| ------------------ | ---- | ------- | ------- | ------ |
| Nombre de persones | 1404 | 1672    | 1923    | 2082   |
| Diferència         |      | +19,08% | +15,01% | +8,26% |

| Godina             | 2023 | 2024   |
| ------------------ | ---- | ------ |
| Nombre de persones | 2047 | 2082   |
| Diferència         |      | +1,70% |